# یانون
یانون (به لاتین: Yanun) یک روستا در دولت فلسطین است که در استان نابلس واقع شده‌است. یانون ۱۶٫۰ کیلومتر مربع مساحت و ۱۰۲ نفر جمعیت دارد.